# راحيات
الرَّاحِيَّات (الاسم العلمي: Palmariaceae)، فصيلة طحالب من رتبة الراحاوات. وتشمل الأعشاب البحرية الصالحة للأكل (الراحية الخوصية).